# Metronomo (antica Grecia)
Il metronomo (in greco antico: μετρονόμος?, metronómos, letteralmente "legislatore delle misure") nell'antica Atene era un magistrato che si occupava del controllo delle unità di misura nei mercati.
I metronomi venivano scelti a sorte e dovevano verificare la legalità delle misure utilizzate nei mercati, eventualmente punendo i contraffattori. Probabilmente possedevano delle misure standard di tutti i tipi, conservate nel santuario dell'eroe Stefaneforo (secondo alcuni altro nome di Teseo), così come a Roma le unità di misura erano tenute nel tempio di Giunone Moneta. Si può quindi ipotizzare che i metronomi sovrintendessero anche la coniazione di monete. A loro obbedivano, come commissari nel mercato, i Prometreti.
Il loro numero non si conosce con esattezza, ma Böckh sostiene che fossero complessivamente dieci: cinque per la città e cinque per il Pireo: secondo quest'interpretazione, allora, ce n'era uno per tribù. 